# Jean-Philippe Côté
Jean-Philippe Côté (* 22. April 1982 in Charlesbourg, Québec) ist ein ehemaliger kanadischer Eishockeyspieler und derzeitiger -scout, der im Verlauf seiner aktiven Karriere zwischen 1998 und 2018 unter anderem 27 Spiele für die Canadiens de Montréal und Tampa Bay Lightning in der National Hockey League auf der Position des Verteidigers bestritten hat. Zudem war Côté unter anderem für die Kassel Huskies, Hamburg Freezers und Iserlohn Roosters in der Deutschen Eishockey Liga (DEL) aktiv. Seit der Saison 2019/20 ist er in der Organisation der Tampa Bay Lightning für die Spielerentwicklung verantwortlich.

## Karriere
Jean-Philippe Côté, Sohn des ehemaligen NHL-Spielers Alain Côté, wurde 2000 von den Toronto Maple Leafs in der National Hockey League gedraftet, für die er jedoch nie auf dem Eis stand. In den Jahren von 2003 bis 2008 hatte er 335 Einsätze für die Hamilton Bulldogs in der American Hockey League, wo er als Verteidiger insgesamt 54 Punkte (10 Tore, 44 Assists) erzielte. Hier kam er während der Spielzeit 2005/06 auch zu acht Einsätzen in der NHL für die Canadiens de Montréal. Im November 2009 wechselte er nach Europa, wo er einen Vertrag bei den Kassel Huskies aus der Deutschen Eishockey Liga erhielt. Nach der Insolvenz der Nordhessen ging er zum Ligakonkurrenten Hamburg Freezers, für die er bis zum Ende der Saison 2010/11 spielte.
Anschließend wechselte der Verteidiger zurück in die USA und spielte zu Saisonbeginn für die Ontario Reign in der ECHL, ehe er zunächst in die American Hockey League zu den Norfolk Admirals verliehen wurde und dort wenig später einen festen Vertrag bis zum Saisonende erhielt. Zur Saison 2012/13 wechselte der Kanadier zum Ligarivalen Syracuse Crunch und wurde dort zum Assistenz-Kapitän ernannt. Im Dezember 2013 wurde er in den Kader des NHL-Teams Tampa Bay Lightning berufen, dessen Farmteam Syracuse ist. Nach 19 Spielen in der höchsten nordamerikanischen Spielklasse schickte man den Verteidiger zurück nach Syracuse.
Die Saison 2014/15 verbrachte er vollständig in Syracuse und nahm 2015/16 einen weiteren Anlauf in Deutschland. Er unterschrieb einen Vertrag beim DEL-Verein Iserlohn Roosters und absolvierte während der Saison 55 Partien für die Mannschaft. Nach einem Jahr in Iserlohn setzte Coté seine Laufbahn in der Ligue Magnus, der höchsten französischen Spielklasse, fort; im August 2016 wurde er von den Boxers de Bordeaux verpflichtet. Ein Jahr später heuerte er bei den Brûleurs de Loups de Grenoble an, mit denen er ins Finale der Playoffs einzog, ehe er seine Profikarriere im Frühjahr 2018 beendete.
Côté wurde im Anschluss Scout bei den San Jose Sharks, ehe er 2019 in die Organisation der Tampa Bay Lightning zurückkehrte. Dort arbeitet er im Bereich Spielerentwicklung gleichermaßen für das NHL-Team sowie das Farmteam Syracuse Crunch in der AHL.

## Erfolge und Auszeichnungen
- 1999 Goldmedaille beim Nations Cup
- 2007 Calder-Cup-Gewinn mit den Hamilton Bulldogs
- 2012 Calder-Cup-Gewinn mit den Norfolk Admirals

## Karrierestatistik

### International
Vertrat Kanada bei:
- Nations Cup 1999

(Legende zur Spielerstatistik: Sp oder GP = absolvierte Spiele; T oder G = erzielte Tore; V oder A = erzielte Assists; Pkt oder Pts = erzielte Scorerpunkte; SM oder PIM = erhaltene Strafminuten; +/− = Plus/Minus-Bilanz; PP = erzielte Überzahltore; SH = erzielte Unterzahltore; GW = erzielte Siegtore; 1 Play-downs/Relegation; Kursiv: Statistik nicht vollständig)